# Petržílkovský mlýn
Petržílkovský mlýn (Karpelesův, Kartouzský, Temlovy mlýny, Templové mlýny) je zaniklý vodní mlýn v Praze na Smíchově, který stál na levém břehu Vltavy na Petržilkovském ostrově (zvaném také Jezuitský) poblíž Šítkovského jezu v místech Malostranské vodárenské věže.

## Historie
Vodní mlýny zvané kartouzské stály v těchto místech již ve 40. letech 14. století a patřily kartuziánskému klášteru na Smíchově. Roku 1419 je spolu s klášterem vydrancovali a vypálili husité.
Ostrov po skončení husitských válek získala pražská obec. Roku 1483 povolila mlynáři a pekaři Janu Petržilkovi postavit při ostrově „na místě spáleného mlýna mlýn nový“ a vedle mlýna postavila dřevěnou vodárnu vně hradeb Malé Strany. Petržilka vlastnil mlýn do roku 1523, kdy jej směnil.

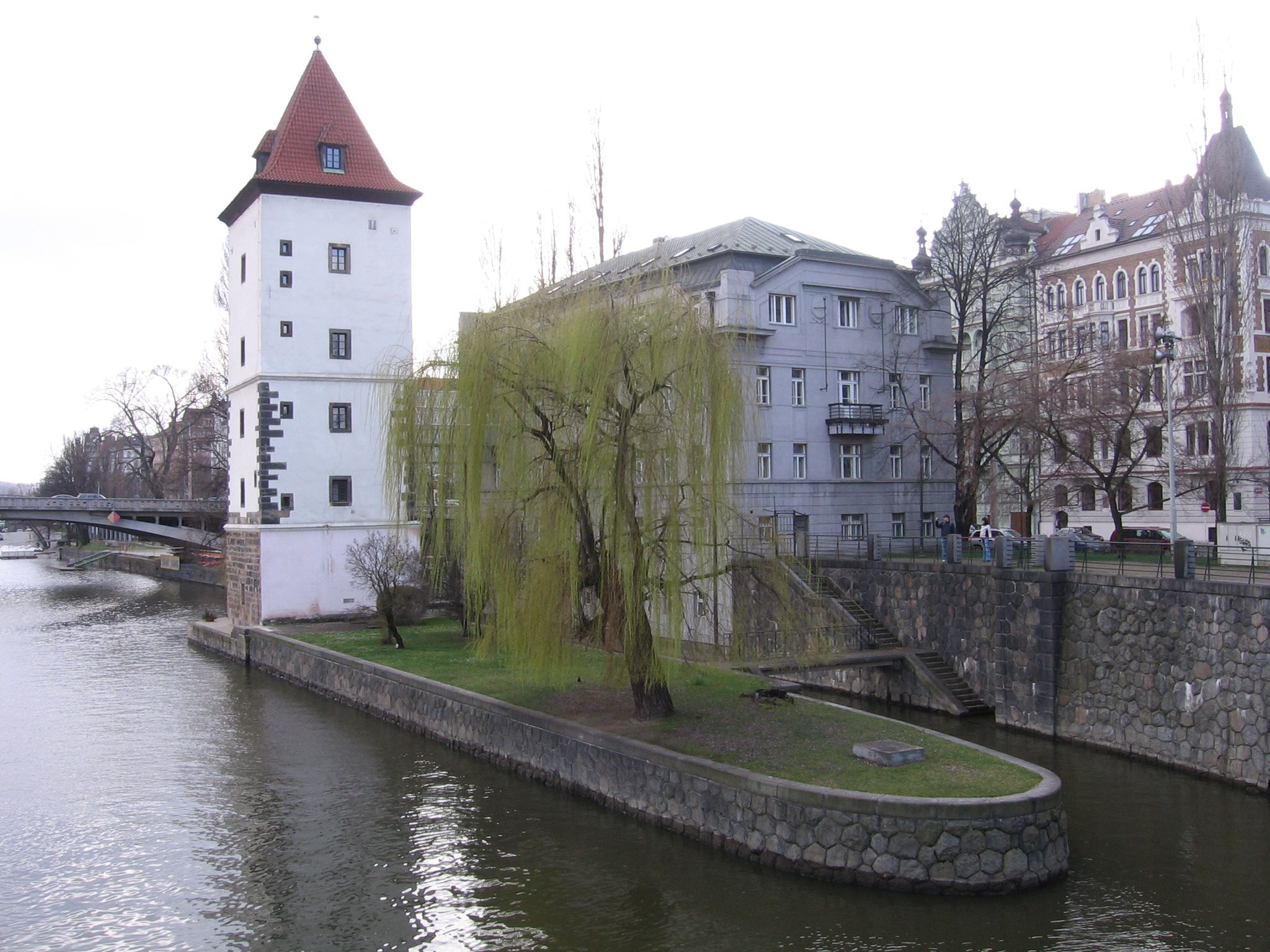
Petržilkovský ostrov s vodárenskou věží

Od nového majitele jej pak koupila malostranská obec, která mezi lety 1582 a 1596 vystavěla poblíž zděnou vodárenskou věž s čp. 89. Ve věži pak dal roku 1629 postavit Albrecht Valdštejna nový stroj s podmínkou, že bude bezplatně zásobovat vodou jeho palác na Malé Straně. Roku 1686 napájelo pět padacích dřevěných řadů (vodovodů) celkem 57 kašen a stojanů.
Poté se majitelé mlýna střídali, až jej v roce 1859 odkoupila zpět pražská obec. Roku 1880 byl na místě původního mlýna postaven nový mlýn uměleckého složení. Při regulaci Vltavy byl v roce 1912 starý mlýn s okolím přestavěn podle projektu architekta Jiřího Justicha.

## Popis
V roce 1882 uvádí Monografie Města Smíchova: „Jediné velké kolo vodní o 35 koňských silách žene veškeré, dle nejnovějších zkušeností a vynálezů zařízené stroje mlecí, jmenovitě 4 kameny, 1 špičák, 4 šrotovací válce, 2 hladné, 2 velké vymílací a p.“
Před zbořením měla mlýnice čtyři patra. Mlecí složení k roku 1855: čp. 87 čtyři složení, čp. 89 jedno složení a čp. 90 pět složení. Při mlýně pracovala také pila (zanikla): k roku 1855 je uváděna jedna střídavá pila (v čp. 90), dva vodní tlakostroje a jeden prací stroj. Voda byla k mlýnskému kolu vedena přes jez. K roku 1855 zde byly tři vodní žlaby a v čp. 90 dva vlastní žlaby. Mlýn měl celkem 8 vodních kol, z toho čp. 87 dvě kola, čp. 89 jedno kolo a čp. 90 pět kol.